# Пітер Мутаріка
Артур Пітер Мутаріка (англ. Arthur Peter Mutharika; нар. 18 липня 1940, Чісока, Тайоло, Ньясаленд) — Малавійський державний діяч, колишній президент Малаві (31 травня 2014 року — червень 2020 року).
Пітер Мутарика народився в 1940 році. Його рідний брат Бінгу ва Мутаріка був третім президентом Малаві.
Пітер Мутаріка був обраний головним кандидатом в президенти від партії на майбутніх виборах 2014 року. Після цього, він всюди супроводжував президента і при необхідності виконував його обов'язки.
Після смерті 5 квітня 2012 року президента Бінгу ва Мутаріка, Пітер Мутаріка був заарештований серед десяти колишніх високопоставлених чиновників і звинувачений у спробі перешкодити обійняти Джойс Банди посаду президента, зокрема в підготовці військового перевороту. Банда обійняла цю посаду, так як за конституцією, в разі смерті президента влада переходить до віце-президента, посаду якого вона займала на той момент.
За результатами загальних виборів, які пройшли 20 травня 2014 року, після обробки 100 % бюлетенів Пітер Мутарика випередив чинного президента Джойс Банду, отримавши 36,4 % голосів. Друге місце зайняв Лазарус Чаквера з 27,8 %, а Джойс Банда отримала 20,2 % голосів. Банда прийняла цей результат, в той же час продовжуючи описувати голосування як «шахрайське» і стверджувати, що вибори супроводжувалися масовими фальсифікаціями.
31 травня Пітер Мутаріка був приведений до присяги президента Малаві. 2 червня президент ПАР Джейкоб Зума привітав Мутаріка з перемогою на виборах і пообіцяв зміцнювати двосторонні відносини між двома державами